# Bagno di Romagna
Bagno di Romagna (Bagn in romagnolo) è un comune italiano di 5 580 abitanti della provincia di Forlì-Cesena in Emilia-Romagna, storicamente compreso nell'area geografica della Romagna toscana. Il municipio non si trova nella località che porta il nome del comune ma nell'adiacente San Piero in Bagno.
Noto per le sorgenti termali è situato nell'Appennino tosco-romagnolo e fa parte del parco nazionale delle Foreste Casentinesi, Monte Falterona e Campigna.

## Geografia fisica

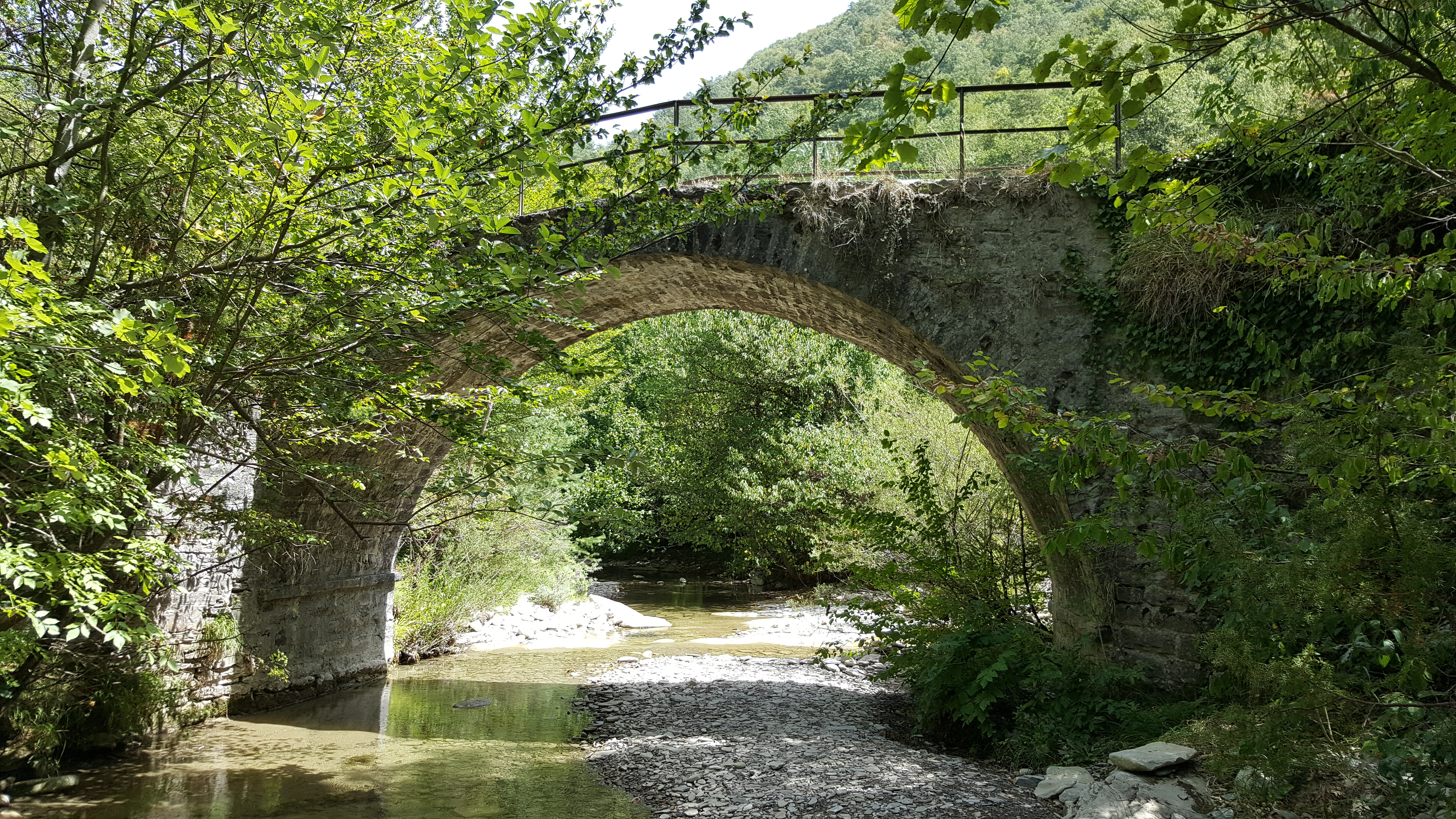
Il ponte sul Fiume Savio vicino a Gualchiere.

Il comune si trova a un'altitudine compresa tra i 339 e 1500 m s.l.m., a 49 km da Cesena e si sviluppa lungo la vallata del fiume Savio e in parte lungo la vallata del fiume Bidente fino a raggiungere la dorsale appenninica confinante con la regione Toscana. Dista 66 km da Arezzo.

## Storia

### Preistoria
Le prime tracce di insediamenti umani risalgono all'età del bronzo, come mostrano i ritrovamenti di monili e reperti nelle frazioni limitrofe di Rio Salso, San Silvestro e Selvapiana.

### Periodo romano
Già abitato dagli Umbri, i Romani vi fondarono Oppidum Balnei, così chiamato per le acque termali. Le terme sono citate in un epigramma (IX 58) dal poeta della corte imperiale Marziale. Il paese era un luogo di sosta nei transiti tra Roma e Ravenna.

### Periodo medievale
Dopo la caduta dell'Impero, il centro abitato venne distrutto dai Goti nel 540. I primi secoli dell'Alto Medioevo vedono la mancanza di documentazione storica.
Nel IX secolo, è documentata la presenza di una pieve dedicata a santa Maria e l'autorizzazione per fondazione di un monastero benedettino nelle vicinanze. Il paese riprende così a fiorire attorno al complesso sacro. Una certa tranquillità viene vissuta sotto il dominio della potente famiglia dei Guidi, che alla fine del XIV secolo vanta il possesso di numerosi borghi e castelli siti nell'Appennino tosco-romagnolo. È proprio in questo periodo che Bagno di Romagna viene fortificata con una cinta muraria e viene istituito un mercato di merci che col tempo, da piazza e mercatale, si evolverà nell'abitato stabile di San Piero in Bagno.
Terminata la dominazione dei Guidi, nel 1404 Bagno entra nell'orbita fiorentina e, dal 1406 al 1453, fu concesso come signoria ai Gambacorti di Pisa. Territorio della Repubblica di Firenze, rimarrà dominio dei Medici, e del successivo Granducato di Toscana fino al 1860. Sotto i Medici, Bagno diviene "capitanato", le sue terme sono frequentate anche da uno dei figli di Lorenzo il Magnifico e dallo scultore Benvenuto Cellini. Nel 1498 vi muore Giovanni de' Medici, marito di Caterina Sforza, signora di Forlì, e padre del futuro Giovanni dalle Bande Nere. Parallelamente, il commercio si anima e l'attività di agricoltura e pastorizia, un tempo fiorente, lascia il posto all'artigianato, in grado di produrre rosari e bottoni in legno esportati in tutta Italia.

### Rinascimento ed età moderna
Nel 1520 tutto il territorio di Bagno di Romagna è annesso dal papa Leone X alla diocesi di Sansepolcro.
Bagno di Romagna diviene un centro di passaggio per chi viene dalla Toscana o dall'Umbria o per chi effettua il percorso in senso contrario, dalla pianura padana alla Valle del Tevere. Ma è esposta anche a numerose incursioni: nel 1527 le truppe lanzichenecche di Carlo V, guidate da Georg von Frundsberg, nella loro calata che porterà al Sacco di Roma, distruggono la rocca di Corzano, saccheggiano la zona e si abbandonano ad atti vandalici contro i monumenti, tra cui l'abbazia e la basilica.
Con l'Unità d'Italia (1861), Bagno di Romagna si trova compresa nei territori della provincia di Firenze. Nel 1923, in seguito agli spostamenti dei confini provinciali voluti da Benito Mussolini (che, per l'ambizione di dare importanza alla propria provincia d'origine, volle annettervi i comuni dell'ex circondario di Rocca San Casciano e soprattutto le sorgenti del Tevere), entra a far parte della Provincia di Forlì. Quando, nel dopoguerra, vengono istituite le Regioni, il comune si trova in Emilia-Romagna, mentre nel 1975 le sue varie parrocchie sono passate dalla diocesi di Sansepolcro alla diocesi di Cesena (Valle del Savio) e a quella di Forlì (valle del Bidente).

### Seconda guerra mondiale
Dopo l'8 settembre 1943 e soprattutto dopo il primo arretramento del fronte d'occupazione tedesco, l'abitato si ritrova sulla Linea Gotica, occupato dalla Wehrmacht e con gli Alleati a pochi chilometri in Toscana con il contrapporsi dei partigiani della 8ª Brigata Garibaldi ai nazisti e ai fascisti; parte del suo territorio fece parte di una delle prime Repubbliche partigiane sorte nel periodo, la Repubblica partigiana del Corniolo.
Questi scontri portarono all'eccidio del Carnaio, nel luglio 1944, da parte dei nazifascisti e poi alla liberazione, nel settembre successivo, quando i nazisti si ritirarono e l'esercito britannico occupò il paese.

### Dal dopoguerra in poi
Industrializzazione e boom economico hanno gradualmente portato a un buon tenore di vita. Tuttavia gli isolati abitati montani sono stati abbandonati principalmente in favore dei due paesi della valle (Bagno e San Piero) e le campagne si sono nettamente spopolate. Oggi il comune è un fiorente centro turistico.

### Simboli
Lo stemma e il gonfalone sono stati concessi con decreto del presidente della Repubblica del 5 aprile 1995.
È rappresentata la torre del borgo fortificato costruito dai conti Guidi che nel XV secolo passò sotto la repubblica di Firenze.
Il gonfalone è un drappo di rosso.

## Monumenti e luoghi d'interesse
I centri storici di Bagno di Romagna e di San Piero in Bagno insieme al rilievo montuoso di Corzano sono sottoposti a vincolo di tutela paesaggistica per Decreto Ministeriale del 1996.

### Architetture religiose

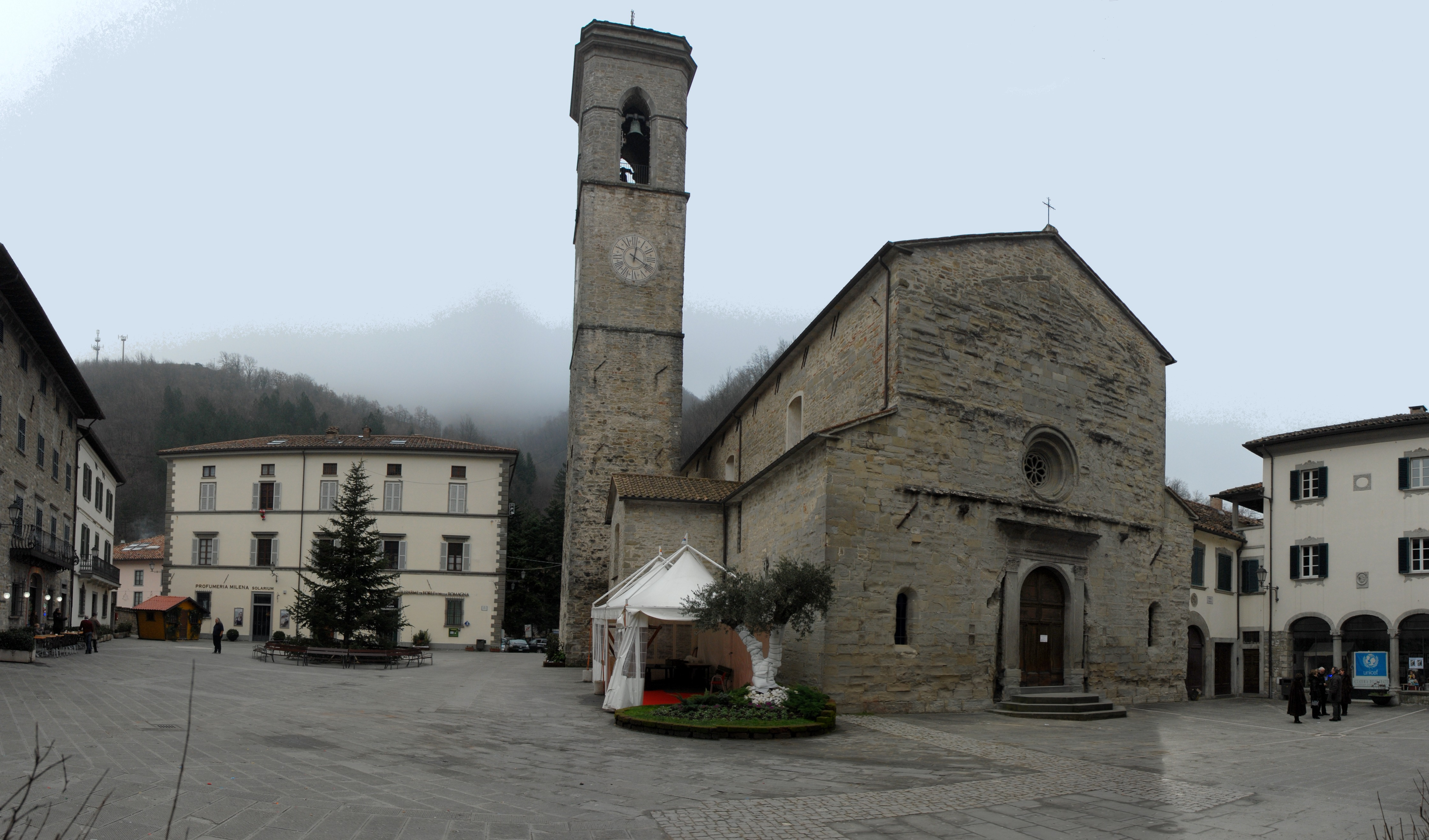
Piazza Ricasoli e la romanica chiesa parrocchiale di Santa Maria Assunta.

- Basilica di Santa Maria Assunta Si affaccia sulla piazza principale. L'impianto attuale risale al Rinascimento. Lo storico camaldolese Fortunio ne fa risalire la fondazione all'anno 860. Il campanile è alto 39 metri. Il portale di Santa Maria, inserito su un precedente portale con arco a tutto sesto, mostra alla sua destra lo stemma dei Camaldolesi che furono ininterrottamente presenti dal 1299 al 1808. All'interno il fonte battesimale risale al Mille; nelle sette cappelle sono conservate: il corporale del miracolo eucaristico avvenuto nel 1412; un trittico di Neri di Bicci (1467); una Madonna della Rosa del Maestro di Sant'Ivo (1410); una Madonna col Bambino in stucco eseguita nella bottega di Donatello verso il 1410. Il tabernacolo quattrocentesco è situato nella prima cappella a destra a partire dal presbiterio, attribuito alla scuola di Giuliano da Maiano.

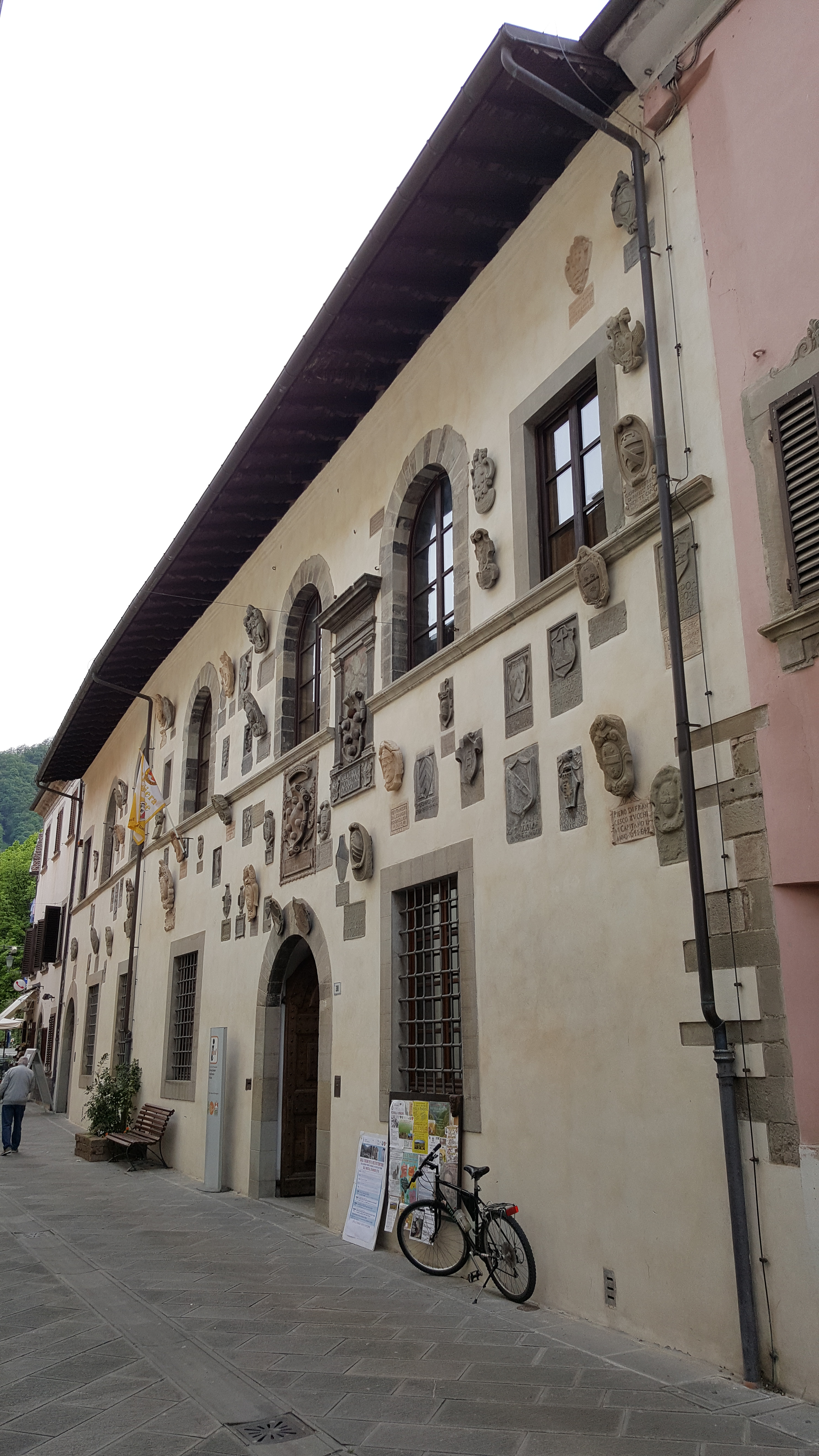
Facciata del Palazzo del Capitano

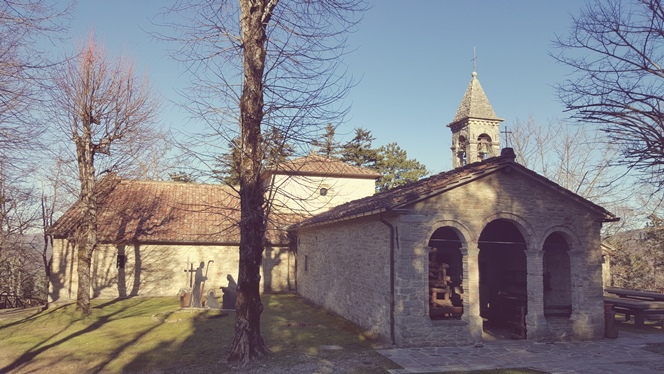
Santuario di Corzano

- Santuario e Castello di Corzano - Madonna col Bambino (1430 circa)
- Chiesa di San Pietro in Vinculis (a San Piero in Bagno)
- Chiesa di San Francesco a San Piero in Bagno

### Architetture civili
- Palazzo del Capitano, sede dei governanti che Firenze inviava a reggere le sorti del governo locale. All'interno del palazzo è stata posta la sede del Centro Visite del Parco.
- Antico borgo di San Piero

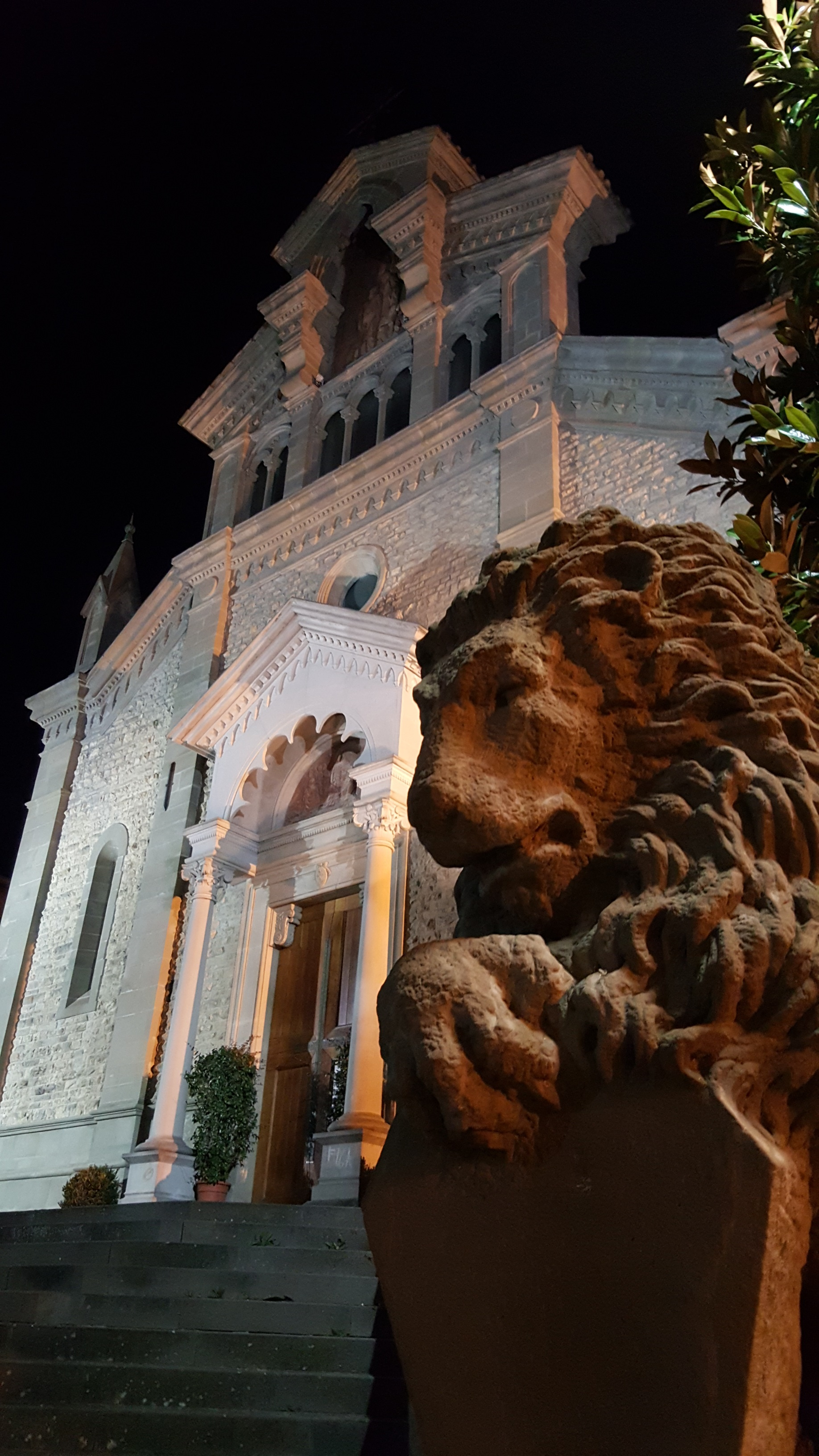
Chiesa di San Pietro a San Piero in Bagno (Bagno di Romagna)

- Passo del Carnaio e Monumento ai Caduti della rappresaglia nazifascista
- Valle di Pietrapazza - Chiese, casolari sparsi, Resistenza durante la guerra '43-'45
- Valle di Rio Salso - Mulino delle Corbaie, riserva di caccia, caratteristici abitati montani abbandonati
- Ponte dei Frati a San Piero
- Stabilimenti Termali: Grand Hotel Terme Roseo, Terme di S. Agnese ed Euroterme.

### Aree naturali
- Emergenza geologica degli Scalacci
- Fonte solfurea del Chiardovo
- Laghi - di Acquapartita, dei Pontini e Lago Lungo (pesca sportiva). Il Lago di Ridracoli
- Parco nazionale delle Foreste Casentinesi, Monte Falterona e Campigna - Oltre 5400 ha di area protetta compresi nel territorio comunale
- Riserva Naturale Integrale Sasso Fratino - Patrimonio dell'Umanità dall'UNESCO [15].
- Sentiero degli Gnomi[16]

## Società

### Evoluzione demografica
Abitanti censiti

### Etnie e minoranze straniere
Secondo i dati ISTAT al 31 dicembre 2019 la popolazione straniera residente era di 366 persone. Le nazionalità maggiormente rappresentate in base alla loro percentuale sul totale della popolazione residente erano:
- Romania 119 2,10%
- Ucraina 54 0,95%
- Marocco 53 0,93%

## Cultura

### Musei
- IDRO - Ecomuseo delle acque di Ridracoli[18]
- Museo della Madonna del Carmine, museo d'arte sacra nell'Oratorio della Madonna del Carmine[19][20]

### Teatri
- Teatro Giuseppe Garibaldi[21]

## Economia
Oltre alle attività industriali e artigianali (metalmeccanica, carpenteria, meccatronica per automotive), è rilevante il turismo termale, paesaggistico, escursionistico ed eno-gastronomico, che fonde la tradizione romagnola con quella toscana: primizie da agricoltura biologica (formaggi), selvaggina (cinghiale, cervo, daino, lepre, capriolo), tartufi e funghi.

## Amministrazione
Di seguito è presentata una tabella relativa alle amministrazioni che si sono succedute in questo comune.
| Periodo        | Periodo        | Primo cittadino  | Partito                     | Carica  | Note   |
| -------------- | -------------- | ---------------- | --------------------------- | ------- | ------ |
| 3 ottobre 1985 | 30 luglio 1990 | Ezio Boattini    | Partito Socialista Italiano | Sindaco | [ 22 ] |
| 30 luglio 1990 | 24 aprile 1995 | Lorenzo Spignoli | Partito Socialista Italiano | Sindaco | [ 22 ] |
| 24 aprile 1995 | 14 giugno 2004 | Ferruccio Boghi  | centrosinistra              | Sindaco | [ 22 ] |
| 15 giugno 2004 | 26 maggio 2014 | Lorenzo Spignoli | centro-sinistra             | Sindaco | [ 22 ] |
| 26 maggio 2014 | 25 maggio 2019 | Marco Baccini    | lista civica                | Sindaco | [ 22 ] |
| 26 maggio 2019 | 9 giugno 2024  | Marco Baccini    | lista civica                | Sindaco | [ 22 ] |
| 10 giugno 2024 | in carica      | Enrico Spighi    | lista civica                | Sindaco | [ 22 ] |

### Gemellaggi
- Moutiers (Meurthe e Mosella)
- Rapperswil-Jona
- Canzo

## Eventi

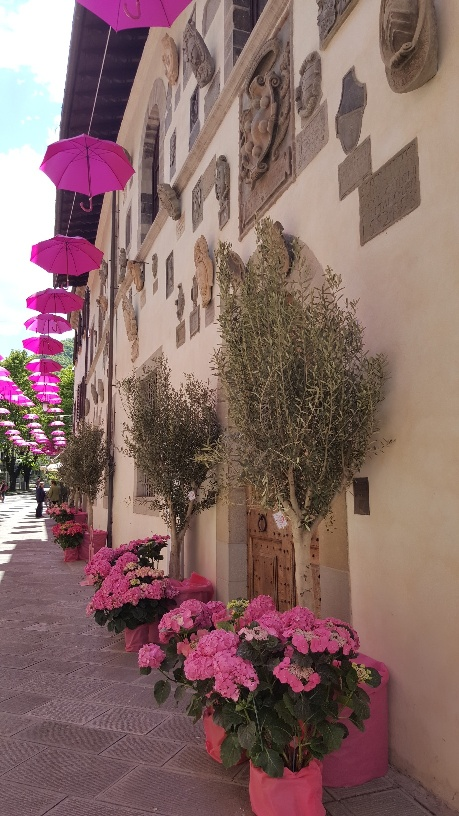
Allestimenti per il Giro d'Italia

Il 17 maggio 2017 Bagno di Romagna è stato il traguardo di arrivo della undicesima tappa del 100º Giro d'Italia, con doppio passaggio cittadino e circuito del Monte Fumaiolo.

## Note

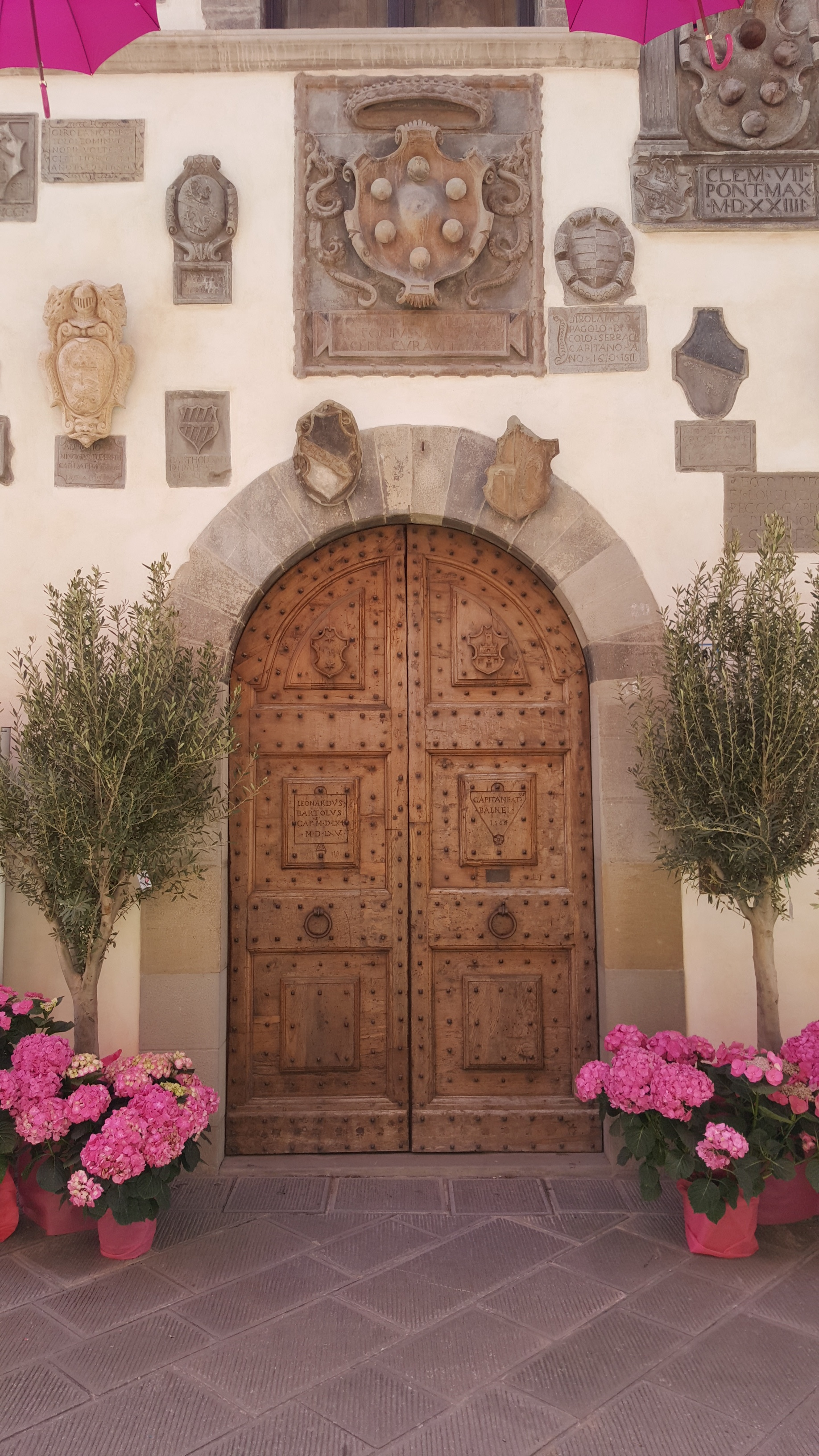
Ulivi ed ortensie per il Giro d'Italia